# 又見阿郎
《又見阿郎》，為台灣電視公司2003年八點檔《再見阿郎》的前傳，為台海兩岸合作拍摄之連續劇。該劇於2008年6月30日正式開拍，2009年3月6日殺青，共歷時八個月。拍攝地點橫跨臺灣、廈門、上海等地。
央視於2009年11月10日在CCTV-8首播，於同年11月27日播畢，為普通话配音，隨後在各地方台播出。廈門衛視於2010年11月13日首次播出閩南語原音版。民間全民電視公司於2011年5月16日在民視無線台播出原音版。此三個版本的剪接略有不同。

## 播出時間
| 頻道               | 所在地   | 播出日期                       | 播出時間                                                                           |
| ------------------ | -------- | ------------------------------ | ---------------------------------------------------------------------------------- |
| CCTV-8             | 中国大陆 | 2009年11月10日起               | 每週一至週日19:45播出，每集45分鐘，每日播3集，至同年11月27日播畢，共50集。         |
| 广东电视台珠江频道 | 中国大陆 | 2009年12月11日 - 2010年1月15日 | 周一到周五 19：00-21:00                                                            |
| 廈門衛視           | 中国大陆 | 2010年11月13日起               | 每週一至週日20:30播出，每集35分鐘，每日播2集，至同年12月23日播畢，共78集。         |
| 民視               | 臺灣     | 2011年5月16日起                | 每週一至週三22:15播出，每集1小時（含廣告），每次播1集。並於每週二至週四01:30重播。 |

## 演員表
| 角色              | 演員   | 介绍 |
| ----------------- | ------ | --- |
| 劉金虎            | 江宏恩 | 金鵬的雙胞胎哥哥。年輕時勇猛果敢，積極進取，重情講信！ 從福建遷移來台後，投入白海生事業旗下效力，深得白海生信賴與賞識，並將獨生女白玉鳳許配給他為妻，遭受白建雄忌妒擔憂失去繼承人資格，于第30集慘遭白建雄毒杀。                       |
| 劉金鵬            | 江宏恩 | 金虎的雙胞胎弟弟。金鵬聰明好學，和金虎形成一文一武的對比。留學歸來的金鵬依照金虎指示，假扮金虎身分接下航運事業，發展成兩岸直航的龐大船運集團。 可說是一位霸氣與遠見兼具，擁有過人意志力的家族企業領袖。                               |
| 劉源郎            | 江宏恩 | 明郎與素卿的兒子，繼承劉家事業 |
| 白玉鳳            | 江祖平 | 白海生獨生女，美貌大方，極重感情，為了保護親人可以不惜一切代價，白家遭遇困難時，總站在第一線面對解決。 海生從小對她疼愛有加，而後與金虎相戀結婚！                                                                                     |
| 陳鳳              | 江祖平 | 源郎的妻子，與源郎一同管理公司 |
| 白建雄            | 陳冠霖 | 海生獨生子，個性衝動火爆，有勇無謀，一事無成。容易被人煽動、利用、陷害，一再的犯錯，造成家庭內憂外患 第50集被開一槍，被跳樓自盡。 |
| 白秀鳳            | 楚宣   | 海生養女，溫順乖巧，體貼善良，建雄的童養媳，從小就對他非常慕愛，雖然知道建雄不喜歡她，還是一心希望能成為他的妻子，卻始終得不到建雄的感情。                                                                                            |
| 牡丹 （鈴木瞳子） | 柯奐如 | 貌美多情，生父是鈴木小次郎，從小將她託付給阿蘭，而後淪落風塵，而後與白建雄相愛，無止盡的付出。 因為酒家女的身分被白家嫌棄，建雄因而為繼承家產拋棄她，令她傷心欲絕，對白家恨之入骨。 于第27集跟周勇小次郎去日本 于第40集周勇提及已过世 |
| 周勇              | 丁力祺 | 曾經是海生的養子，後卻背叛海生企圖取代白家在地方上的勢力及地位，積極經營賭場與無數特種行業，個性囂張跋扈陰險，對玉鳳死心蹋地，情有獨鍾。 胜新株式会社之会长 于第27集跟小次郎牡丹去日本、于第36集返台                                  |
| 白海生            | 林在培 | 地方霸主也是台灣航運界龍頭老大，更是金虎與金鵬兄弟事業上的貴人。 平時對人大方和善，家庭觀念極重，為了保護子女，不惜一切代價 于第30集为替白建雄赎罪而喝毒酒自尽                                                                        |
| 劉光義            | 康丁   | 金虎與金鵬的親叔叔，膝下無兒，待金虎雙胞胎兄弟如親兒。 鼓浪嶼老漁民，性情樂觀詼諧，與海生為多年好友！ |
| 阿蘭 （蘭姨）     | 岳虹   | 年輕時為藝妓，年紀大了以後帶著一群年輕藝妓討生活 白海生的情人 將好友的女兒牡丹撫養長大 于第26集被何董的手下射殺身亡 |
| 柳飛豹            | 陳子強 | 金虎與金鵬的好友兼保鏢 與光義、金鵬目睹金虎被毒死，與光義偷偷將金虎埋葬，未讓玉鳳知情 心儀秀鳳 一心想殺了建雄為金虎復仇，而被不知情的眾人誤解 最後與秀鳳相戀                                                                          |
| 林明福            | 蔡阿砲 | 白家管家，對白家忠心耿耿 誤會金鵬包庇飛豹欲殺了建雄的行為 知道真相後對金鵬認錯 |
| 鈴木小次郎        | 黃建群 | 牡丹的親生父親 年輕時與牡丹的母親生下牡丹 後被陷害入獄，多年後來台找牡丹，才從阿蘭口中得知牡丹的母親早已死亡 十分賞識劉金虎 于第27集帶著牡丹及周勇回日本                                                                              |
| 坤地              | 鄭旭剛 | 周勇的手下 欲向劉金虎報復而綁架了桂香，送給剛死了孩子的林老實 |
| 阿財              | 陳克展 | 白家的傭人 |
| 阿順              | 翁國豪 | 大副，於南海船運工作 |
| 郭董              | 王希華 | 原為南海船運公司負責人，船運公司經營不善後將股份賣給劉金虎 |
| 何董              | 林義芳 | 船運公司股東 于第27集因白建雄设局揭发派人杀害阿兰而被警方逮捕 |
| 楊董              | 吳炎棟 | 船運公司股東 |
| 張隊長            | 童毅軍 | 緝私隊隊長 被周勇收買，在周勇的賭場圍事 |
| 小紅              | 廖家儀 | 與劉金虎是青梅竹馬，心儀金虎卻未獲回應 |
| 月娥              | 德馨   | 與劉金虎是青梅竹馬，曾與金虎相戀 因家貧嫁給豪哥當妾 |
| 豪哥              | 尤瓏澍 | 納月娥為妾 |
| 清水              | 鐵齒   | 豪哥的手下 |
| 寶貝              | 小甜甜 | 豪哥的女兒 心儀劉金鵬 |
| 黑狗              | 陳清達 | 與周勇串通勒索白家 |
| 鄒老板／ 宋老闆   | 雷洪   | 與白海生有生意往來的友人 |
| 阿添              | 林景立 | 周勇的手下 |
| 劉明郎            | 徐僧   | 為尋找走失姊姊劉桂香而成為刑警，喜歡周素卿 被舅舅白建雄所騙，以為母親和叔叔害死自己的爸爸 向玉鳳和金鵬認錯 與素卿的戀情起初被父母反對，經歷一番波折後兩人才結婚                                                                       |
| 周素卿            | 邊瀟瀟 | 周勇之女，與明郎相戀 |
| 郭添              | 劉棟   | 劉金鵬與白玉鳳的養子 在天將集團擔任總經理，一度與金鵬意見不合 心儀麗媛，後與麗媛相戀 |
| 林美枝 （劉桂香） | 周知   | 原名劉桂香，金虎之女 多年後進金虎的公司任職，在玉鳳離家出走時收留玉鳳 與玉鳳、明郎、金鵬相認 |
| 白麗媛            | 張琳琳 | 秀鳳的養女，暗戀表哥明郎 最後與郭添相戀 |
| 江瑞清            | 鄭小民 | 劉金鵬與白玉鳳的養子 與明郎一起當刑警 |
| 鄭古意            |        | 刑警，刑事組組長，明郎的學長兼同事 與美枝相戀結婚 |
| 林老實            | 周長遠 | 麵攤老闆 美枝的養父 |
| 趙雄              | 韋一波 | 人口販子 被明郎、古意等刑警追緝 |
| 施秘書            | 劉小寶 | 郭添的秘書 |
| 關東隆            | 張大雷 | 白建雄之养子 刘源郎特助 |
| 陈麗君            | 鍾燕平 | 张龙潭之妻 天将集团之员工→白云酒吧之老板娘 |
| 張龍潭            | 肖楠   | 陈丽君之夫 白建雄之养子 白云酒吧之老板 |
| 春花              | 劉靜   | |
| 日籍秘書          | 高柯雯 | 周勇公司的秘書 |

## 電視劇歌曲

### 中國大陸
CCTV-8／廈門衛視
| 曲序 | 曲目                   |        | 作曲   | 演唱           |
| ---- | ---------------------- | ------ | ------ | -------------- |
| 1.   | 《說愛》（片頭曲）     | 童語   | 童語   | 趙秦           |
| 2.   | 《又見阿郎》（片尾曲） | 童語   | 童語   | 趙凱           |
| 3.   | 《郎啊》（插曲）       | 張燕清 | 張燕清 | 羅時豐、龍千玉 |
| 4.   | 《今生為你》（插曲）   | 江志豐 | 江志豐 | 江志豐         |

### 臺灣
民視
| 曲序 | 曲目                   |      | 作曲   | 演唱   |
| ---- | ---------------------- | ---- | ------ | ------ |
| 1.   | 《一路行來》（片頭曲） | 巴布 | 翁立友 | 翁立友 |
| 2.   | 《愛啊》（片尾曲）     | 巴布 | 蕭蔓萱 | 李明洋 |

## 收視率

### 民視無線台
| 播映日期                | 週數     | 平均收視率 | 集數      |
| ----------------------- | -------- | ---------- | --------- |
| 2011年5月16日－05月18日 | 第一週   | 1.94       | 010-030   |
| 2011年5月23日－05月25日 | 第二週   | 1.68       | 040-060   |
| 2011年5月30日－06月1日  | 第三週   | 1.64       | 070-090   |
| 2011年6月6日－06月8日   | 第四週   | 1.50       | 0100-0120 |
| 2011年6月13日－06月15日 | 第五週   | 1.81       | 0130-0150 |
| 2011年6月20日－06月22日 | 第六週   | 1.57       | 0160-0180 |
| 2011年6月27日－06月29日 | 第七週   | 1.45       | 0190-0210 |
| 2011年7月4日－07月6日   | 第八週   | 1.32       | 0220-0240 |
| 2011年7月11日－07月13日 | 第九週   | 1.36       | 0250-0270 |
| 2011年7月18日－07月20日 | 第十週   | 1.58       | 0280-0300 |
| 2011年7月25日－07月27日 | 第十一週 | 1.45       | 0310-0330 |
| 2011年8月1日－08月3日   | 第十二週 | 1.29       | 0340-0360 |
| 2011年8月8日－08月10日  | 第十三週 | 1.31       | 0370-0390 |
| 2011年8月15日－08月17日 | 第十四週 | 1.29       | 0400-0420 |
| 2011年8月22日－08月24日 | 第十五週 | 1.35       | 0430-0450 |
| 2011年8月29日－08月31日 | 第十六週 | 1.50       | 0460-0480 |
| 2011年9月5日－09月7日   | 第十七週 | 1.36       | 0490-0510 |
| 收視平均                | 收視平均 | 1.50       | -         |

- 同時段節目：台視《台灣縱橫／熱線追蹤／台視新聞世界報導》、中視《太陽花／MIT台灣誌／台灣保庇／縱橫天下／藍海1加1／我和我的兄弟·恩》 、華視《華視新聞雜誌／華視夜間新聞》
- 資料來源：凱絡媒體週報

## 製作團隊

### 民視版
片頭工作人員表
- 製作人：郭建宏、張惠民、林慧俊
- 監製：吳嘉隆、賴婉容、張若凡、張嘉玲
- 編劇：莫佩儒、黃美津
- 企劃：詹美瑜、何冠伶、楊啟仙
- 片頭題字：邱延正
- 片頭設計：民視動畫室
- 執行製作：陳韋治、游智偉、胡元傑
- 外景攝影：合瑪製作 張志鴻
- 外景燈光：大立工作室 陳進民、王登元、王皓平
- 剪輯：蔡志盛、謝博仁
- 副導演：陳燕芬
- 武術指導：王耀、蔡國洲
- 執行導演：張志鴻
- 導演：李岳峰

片尾工作人員表
- 企宣小組：杜蕙如、陳玲慧、鄭雅慧、劉培玉、張翔茹、邱梅嫻、李清福、鄧清修、鄭晏、周敬泯
- 執行助理：陳克展、陳志遠
- 場記：蔡亞璇
- 梳妝：鐘耀進
- 化妝：龐明慧、張航聞
- 服裝造型：施秀妹、樊培培
- 服裝設計提供：秦家班
- 美工：洪明成
- 道具陳設：羅文光
- 道具：劉文虎、鄭旭剛
- 音樂：聲動錄音室　胡戀忠
- 效果‧混音：施景彬、黃志龍
- 後製作剪輯：王銘煌、蔡叔娟、蔡鴻謀、周時雄、李建忠、戴亞平
- 木工：民視木工班
- 道具：民視道具班
- 民視搭景班：立正工程班
- 視訊：游安齊、卓振達、徐明鑑
- 成音：陳國輝、王興家、賴坤慶、陳柏丞
- 燈光：蔡世勳、陳封宇、彭牧宇、楊景星
- 攝影：劉晶元、葉信宏、林鈺峰、牛元曦、吳國宏、孫國華
- 技術指導：張長懷、王世雄、游安棣、馮維國
- 助理導播：唐玲、洪翊庭
- 美術指導：顏益新
- 導播：李勳男、張維綱

### CCTV-8版
片頭工作人員表
- 製作人：李京、郭建宏
- 總監製：李建、郭建宏、王廣群、王少春、楊國鈞、張惠建
- 總策劃：張海潮、顧令陽、曾國歡、陳永光、馬躍
- 監製：張華、魯東章、楊揚、陳長兵、劉宏、張少輝
- 策劃：張魯燕、林峰、安琪、朱權、白雲亭
- 編劇：莫佩儒、黃美津、李海蜀
- 責任編輯：李偉
- 責任製片：李長江、張音、王亮、劉潔玲
- 製片主任：周愛玲、林惠俊
- 剪輯：蔡志盛、付國航、謝博仁
- 導演：李岳峰
- 製片人：李京
- 出品人：高建民、何小龍、李文華、張惠民

片尾工作人員表
- 執行導演：張雄飛、張智鴻
- 劇本統籌：湯海飛
- 財務總監：郭潔、謝秋美
- 宣傳企劃：湯海飛、滿運娥、何冠伶、詹婕瑜
- 剪輯助理：粟威
- 錄音助理：李娟、李陽、郭興
- 武術指導：王耀、蔡國洲
- 攝影助理：劉晶元、葉信宏、林鈺峰、牛元曦、吳國宏、孫國華、楊萬強
- 燈光：蔡世勳、陳封宇、彭牧宇、楊景星
- 製作助理：陳克展、陳志遠
- 場記：蔡亞璇
- 化妝：龐明慧、張航聞
- 服裝造型：施秀妹、樊培培、秦家班
- 道具陳設：羅文光
- 道具：劉文虎、鄭旭剛
- 效果混音：施景彬、黃志龍
- 技術指導：張長懷、王世雄、游安棣、馮維國
- 財務：魏領弟、陳玫玉
- 劇務主任：滿運娥、王躍軍
- 片頭片尾製作：北京中視遠圖科技有限公司
- 後期製作音頻技術：火星數碼
- 配音演員：陸揆、李立宏、徐小青、馬海燕、李桃李、陳浩、鄭練、嚴明、宣曉明、趙樹仁、郭金非、邱秋、童語、谷峰

## 外部連結
- （简体中文）《又見阿郎》央視官方網站
- （繁體中文）《又見阿郎》民視官方網站（页面存档备份，存于）

## 節目的變遷
| 民視無線台 星期一~三 22:15-23:15       | 民視無線台 星期一~三 22:15-23:15        | 民視無線台 星期一~三 22:15-23:15 |
| -------------------------------------- | --------------------------------------- | -------------------------------- |
|                                        | 又見阿郎 （2011年5月16日-2011年9月7日） |                                  |
| 胭脂雪 （2011年2月28日-2011年5月11日） | 新兵日記 （2011年9月12日- ）            |                                  |

| 東森綜合台 星期六~日 07:00-08:00 | 東森綜合台 星期六~日 07:00-08:00     | 東森綜合台 星期六~日 07:00-08:00 |
| -------------------------------- | ------------------------------------ | -------------------------------- |
|                                  | 又見阿郎 （2012.09.15 - 2013.03.10） |                                  |
| 大小姐進化論 （ - 2012.09.08）   | 未定新娘 （2013.03.16 - 2013.）      |                                  |